# L'Androïde assassin
L'Androïde assassin (titre original : Fondly Fahrenheit) est une nouvelle de science-fiction d’Alfred Bester. Le titre en anglais fait référence à l'échelle de température Fahrenheit.

## Parutions

### Parutions aux États-Unis
La nouvelle est parue dans The Magazine of Fantasy & Science Fiction no 39 en août 1954. 
Elle a par la suite été publiée à de nombreuses reprises dans divers recueils ou anthologies.

### Parutions en France
La nouvelle a été publiée en France en novembre 1955 sous le titre L'Androïde assassin dans le magazine Fiction no 24, éditions OPTA.
Elle a ensuite été publiée dans l'anthologie Histoires de robots, qui a fait l'objet de plusieurs rééditions en 1976, 1978, 1984, 1986 et 1997.

### Parutions dans d'autres pays
La nouvelle a aussi été publiée :
- en langue allemande :
  - Geliebtes Fahrenheit (1963)
  - Geliebtes Fahrenheit (1978)
- en néerlandais : Verrukkelijk Fahrenheit (1974)
- en croate : Android ubojica (1980)
- en espagnol : Afectuosos Fahrenheit (1984)
- en hongrois : Szívélyes Fahrenheit? (1990)
- en italien : Fahrenheit, Fahrenheit (2002)

## Résumé
James Vandaleur est un homme traqué. En effet, son androïde, pour des raisons mystérieuses qu'il n'a pas encore réussi à élucider, est devenu un « assassin » qui a tué, en diverses occasions, des êtres humains. Alors Vandaleur fuit, passant de pays en pays, de planètes en planètes, en tentant de ne pas se faire remarquer. 
Un jour, un ingénieur constate que le robot a toujours tué lorsque la température était égale ou supérieure à 37 °C. La voici, la réponse, la solution : il ne faut plus que la machine soit exposée à des températures élevées. Mais lorsque l'ingénieur déclare qu'il doit dénoncer James et le robot à la police, James voit rouge et tue l'homme : il est devenu à son tour un meurtrier. 
Par la suite James Vandaleur continue son périple, en choisissant de préférence des planètes à climats froids, mais il est devenu lui aussi un tueur, d'autant plus impardonnable que son comportement n'est pas lié à la température et qu'il a conscience du bien et du mal. 
Finalement, il finit par être encerclé par la police, et ne doit son salut qu'au sacrifice de l'androïde : pendant que ce dernier est détruit dans un incendie, Vandaleur en profite pour s'échapper. Il va se réfugier dans une autre planète, sur laquelle il acquiert un nouvel androïde. Manque de chance : cet androïde est lui aussi détraqué, dès que la température atteint 12 °C…